# Attention whore

Une attention whore (terme anglais signifiant « pute à attention ») est une personne en recherche de l'attention d'autrui sur internet. 

## Description
À l'origine, le terme qualifie des adolescentes qui s'exhibent dans des poses prétendument provocantes sur les réseaux sociaux (cam whores), s'inscrivant pour certaines dans une tradition où elles cherchent à s'hypersexualiser précocement (cf. Lolicons, pour « complexe de Lolita » ou Barbies). Certains, comme la sociologue Divina Frau-Meigs, voient dans ces comportement un « échec du féminisme ».
L'expression a après 2010 perdu sa connotation sexuelle pour désigner désormais une personne de quelque genre que ce soit qui publie sur internet dans le but — avoué ou non — de se faire remarquer,. Le comportement ne se limite pas à la publication de selfies, mais s'étend à tout tweet, statut, commentaire, interaction, que le type d'attention recherchée soit positive ou négative,. 
L'attention whore éprouve la crainte que les photos ou les textes qu'il poste sur les réseaux sociaux ne recueillent pas de like, ne soient pas partagés, etc. : sans capter l'attention, il est invisible, il n'existe pas.
Ce comportement est contextualisé et théorisé en 1997 par le journaliste et sociologue Michael H. Goldhaber, qui voit à travers internet émerger une nouvelle « économie de l'attention » aux dépens de « l'économie de l'information » : dans un contexte de surabondance d'information, « ce qui compte le plus, c’est ce qui est le plus rare, c’est (...) l’attention ». Cette économie dirige désormais le web : loin d'être une déviance d'internet, la recherche d'attention de l'attention whore en est l'essence même.   
Bien qu'une attention whore puisse être un homme comme une femme, certains estiment cette expression misogyne.